# Jean-Baptiste de La Chapelle
Jean-Baptiste de La Chapelle (c.1710–1792, París) fue un sacerdote francés, inventor y matemático.
Contribuyó en 270 artículos de la Encyclopédie en los temas de aritmética y geometría. En junio de 1747 fue elegido socio de la Sociedad Real de Londres.

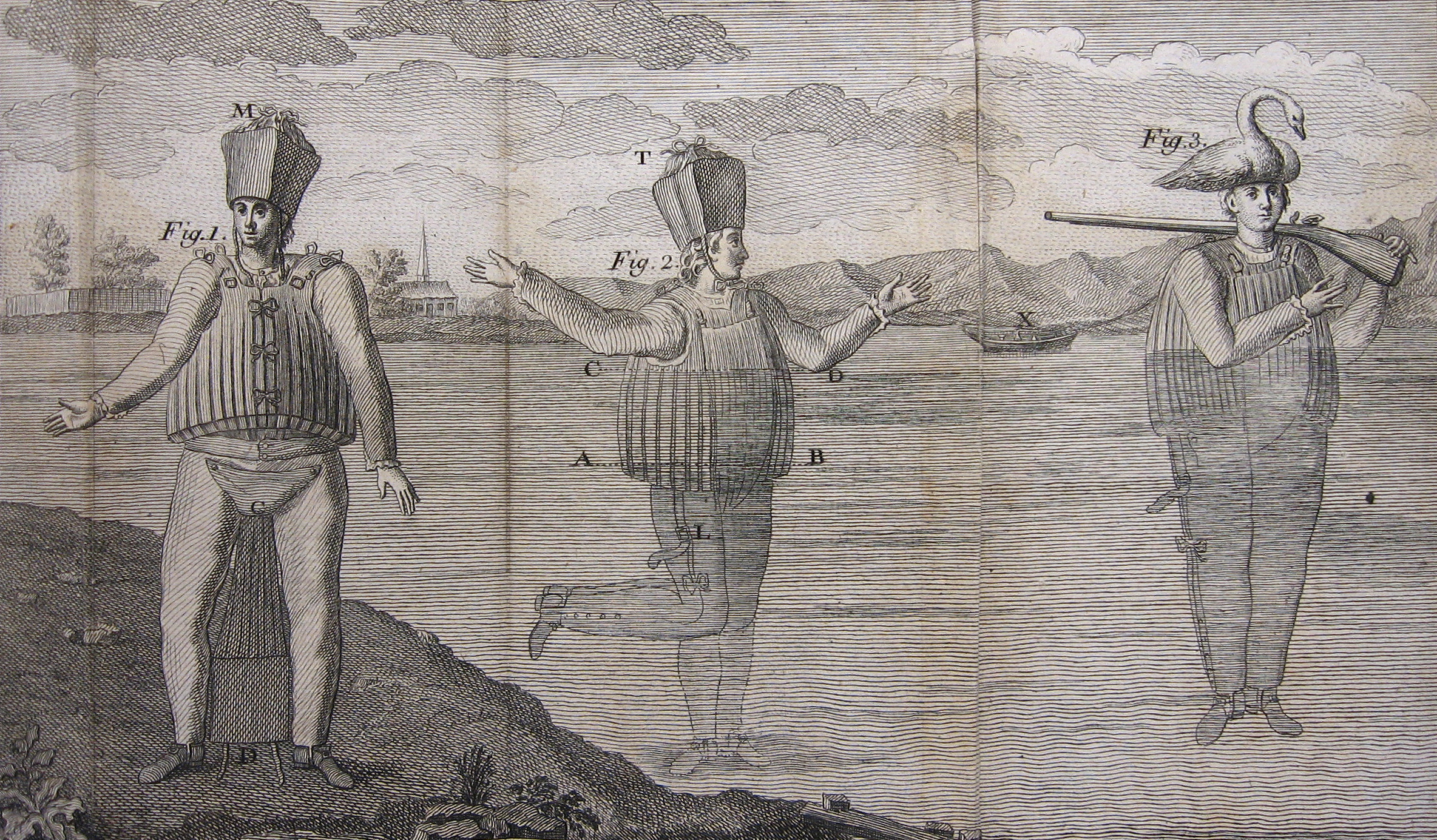
Grabado que muestra el traje de buceo concebido por de La Chapelle.

En 1775 inventó un primitivo traje de buceo al que llamó "scaphandre" (o escafandra) de las palabras griegas skaphe (barca) y andros (hombre) en su libro Traité de la construcción théorique et pratique du scaphandre ou du bateau de l'homme (Tratado de la construcción teórica y práctica del "Scaphandre" o barca humana). La invención del Abbé de la Chapelle constistió en un traje hecho de corcho que permitía a los soldados flotar y nadar en el agua. Como su nombre sugiere, este es más un traje de flotación que un traje de buceo.